# روس ديفيس
روس ديفيس (بالإنجليزية: Ross Davis)‏ هو منافس ألعاب قوى أمريكي، ولد في 16 نوفمبر 1968.

## روابط خارجية
- روس ديفيس على موقع Paralympic.org (الإنجليزية)